# (9290) 1981 TT
A (9290) 1981 TT a Naprendszer kisbolygóövében található aszteroida. Zdenka Vávrová fedezte fel 1981. október 6-án.